# Сантьяго (Вашингтон)
Сантьяго (англ. Santiago) — переписна місцевість (CDP) в США, в окрузі Ґрейс-Гарбор штату Вашингтон. Населення — 52 особи (2020).

## Географія
Сантьяго розташоване за координатами 47°17′56″ пн. ш. 124°13′53″ зх. д. / 47.29889° пн. ш. 124.23139° зх. д. (47.298910, -124.231458).  За даними Бюро перепису населення США в 2010 році переписна місцевість мала площу 4,06 км², з яких 4,06 км² — суходіл та 0,00 км² — водойми.

## Демографія
Згідно з переписом 2010 року, у переписній місцевості мешкали 42 особи в 18 домогосподарствах у складі 8 родин. Густота населення становила 10 осіб/км².  Було 35 помешкань (9/км²).
Расовий склад населення:
| - 47,6 % — білих - 47,6 % — корінних американців |

До двох чи більше рас належало 4,8 %. Частка іспаномовних становила 11,9 % від усіх жителів.
За віковим діапазоном населення розподілялося таким чином: 31,0 % — особи молодші 18 років, 52,3 % — особи у віці 18—64 років, 16,7 % — особи у віці 65 років та старші. Медіана віку мешканця становила 46,5 року. На 100 осіб жіночої статі у переписній місцевості припадало 133,3 чоловіків;  на 100 жінок у віці від 18 років та старших — 123,1 чоловіків також старших 18 років.
За межею бідності перебувало 42,1 % осіб, у тому числі 100,0 % дітей у віці до 18 років та 33,3 % осіб у віці 65 років та старших.
Цивільне працевлаштоване населення становило 5 осіб. Основні галузі зайнятості: публічна адміністрація — 60,0 %, мистецтво, розваги та відпочинок — 40,0 %.